# Anhedonia
La anhedonia (del griego ἀν-: an- ‘falta de’ y ἡδονή: hedoné ‘placer’) es la incapacidad para experimentar placer, la pérdida de interés o satisfacción en casi todas las actividades. Se considera una falta de reactividad a los estímulos habitualmente placenteros. Constituye uno de los síntomas o indicadores más claros de depresión, aunque puede estar presente en otros trastornos, como por ejemplo; algunos tipos de demencias (como el Alzheimer), trastornos psicóticos como la esquizofrenia, o el trastorno esquizoide de la personalidad.

## Definición
Mientras que las primeras definiciones de la anhedonia enfatizan experiencia placentera, modelos más recientes han puesto de relieve la necesidad de considerar diferentes aspectos del comportamiento divertido, como la motivación o deseo de participar en una actividad («anhedonia motivacional»), en comparación con el nivel de disfrute de la actividad en sí misma («anhedonia consumatoria»). 
La anhedonia suele confundirse con la apatía, refiriéndonos a esta última en jerga popular, pero siendo conceptos diferentes. 
La cultura tiene una gran influencia. Una conducta puede ser aceptada por un grupo cultural y no ser bien vista por otro. Los factores biológicos son la causa principal donde se encuentran las influencias perinatales y la salud física. Es el médico el que determinará si es normal o anormal.

## Diagnóstico
Los criterios generales para diagnosticarla como un trastorno son ver el grado de insatisfacción con las capacidades y logros del paciente, evaluar sus relaciones interpersonales y la forma en que afronta los acontecimientos de su vida. Lo importante es que el paciente aprenda a aceptar los hechos como se presentan; si su comportamiento le causa un daño a él o a los demás, entonces se transforma en una patología que debe ser tratada.

### Escalas de Chapman
En 1976, L. Chapman y M. Raulin propusieron dos escalas, conocidas como «escalas de Chapman», para la valoración de la anhedonia: la escala para la anhedonia física y la escala para la anhedonia social. Posteriormente, ambas escalas fueron revisadas pero, aunque ampliamente difundidas, no han llegado a ser publicadas de forma oficial. La Escala Revisada para la Anhedonia Física es un cuestionario autoaplicado de 61 preguntas que valora la capacidad de experimentar placer de estímulos físicos típicos, como la comida, el tacto, el sexo, etc., mediante preguntas como «Los bellos decorados siempre me han gustado». La Escala Revisada para la Anhedonia Social es un cuestionario autoaplicado de 40 preguntas que valora la capacidad de experimentar placer de estímulos como el trato con la otra gente, charlar, intercambiar impresiones o sentimientos, etc., mediante preguntas como «Un viaje en coche es más agradable si alguien me acompaña».
Inicialmente, los que desarrollaron las escalas creyeron que la escala para la anhedonia física sería la más útil de las dos escalas, y que la escala para la anhedonia social se vería afectada por la presión social y el sesgo derivado del deseo de agradar. Estos supuestos no se vieron confirmados en las investigaciones posteriores. En primer lugar, la escala para la anhedonia social resultó ser la más útil de las dos escalas, y demostró ser un robusto indicador del desarrollo posterior de trastornos del espectro esquizoide. En segundo lugar, la escala para la anhedonia social resultó ser estable en el tiempo para casos de individuos diagnosticados con esquizofrenia y trastorno esquizoide de la personalidad.
La anhedonia social ha demostrado ser también un rasgo característico del trastorno del espectro autista, lo que ha motivado, por ejemplo, el estudio del solapamiento diagnóstico entre el síndrome de Asperger y el trastorno esquizotípico de la personalidad.